# Charltona atrifascialis
Charltona atrifascialis là một loài bướm đêm trong họ Crambidae.